# 3-苯并𫫇庚因
3-苯并𫫇庚因是具有芳香苯环和非芳香族、不饱和、含氧七元杂环氧杂环庚烷的环系。卡尔·迪姆罗特及其同事于1961年首次描述了合成方式。它是苯并𫫇庚因的三种异构体之一。

## 发现与合成
3-苯并𫫇庚因本身是一种非天然化合物，但其双环系统可见于紫苏（acuta变种）的天然化合物（如perilloxin）和Asphodeline tenuior的天然化合物tenual和tenucarb。Perilloxin可以抑制环氧合酶，IC50为23.2 μM。 阿司匹林和布洛芬等非甾体抗炎药也通过抑制环氧合酶家族发挥作用。
未取代的3-苯并𫫇庚因可以通过邻苯二甲醛与双-(α,α'-三苯基𬭸)-二甲醚二溴化物的双维蒂希反应合成。后一种化合物可以由α,α'-二溴二甲醚（双(溴甲基)醚或BBME）合成，α,α'-二溴二甲醚可从氢溴酸、多聚甲醛和三苯基膦获得。该反应在无水甲醇中与甲醇钠进行，产物可获得55％的收率。
该化合物也可以通过紫外线照射某些萘衍生物（如1,4-环氧-1,4-二氢萘）来获得。
它也可以通过1,4-二氢萘的光氧化，然后对所形成的氢过氧化物进行热裂解反应来获得。
后一种合成方式所得的3-苯并𫫇庚因收率较低（4%至6%）。